# Teodor Hedlund
Johan Teodor Hedlund, född 24 november 1861 i Frötuna socken, Uppland, död 26 mars 1953 i Uppsala, var en svensk botaniker.
Hedlund blev filosofie doktor och docent vid Uppsala universitet 1892, amanuens vid botaniska trädgården 1893 och akademiträdgårdsmästare 1903. Han blev lektor i botanik och zoologi vid Alnarps lantbruksinstitut och var professor där 1917–1927. Han invaldes 1914 i Lantbruksakademien.
Hedlunds vetenskapliga forskning berörde skilda områden inom botaniken med huvudintressen svampar och fröväxter. Han utgav en monografi över släktet Sorbus, behandlade elementararterna av Ribes rubrum och ägnade sig i ett flertal arbeten åt lavarnas (framförallt släktet Micarea) och vissa grönalgers morfologi och fysiologi. Hedlund behandlade även växternas frosthärdighet, ämnestransporten, tillväxten och dess betingelser med mera, och främjade genom undersökningar över ett antal växtsjukdomar växtpatologisk forskning.
Teodor Hedlund är begravd på Uppsala gamla kyrkogård.

## Eponymer
- (Rosaceae) Pyrus hedlundii Lacaita
  - Sorbus hedlundii C.K.Schneid.

Auktorsnamnet Hedl. kan användas för Teodor Hedlund i samband med ett vetenskapligt namn inom botaniken; se Wikipediaartiklar som länkar till auktorsnamnet.